# Tehtaankatu
Tehtaankatu (suédois : Fabriksgatan) est une rue de la partie sud d'Helsinki en Finlande.

## Présentation
Tehtaankatu est une rue orientée Est-ouest.
Elle va du bord de Kaivopuisto jusqu'au chantier naval de Hietalahti.
La plus grande partie de la rue parcourt Ullanlinna, son extrémité occidentale forme la limite entre Eira et Punavuori.

## Rues croisées d'Est en Ouest
- Pyhän Henrikin aukio:
  - Ullankatu,
  - Laivasillankatu,
  - Itäinen Puistotie,
  - Iso puistotie,
  - Puistokatu.
- Raatimiehenkatu
- Neitsytpolku
- Kapteeninkatu
- Huvilakatu
- Laivurinkatu
- Armfeltintie
- Hornintie
- Sepänkatu
- Ehrensvärdintie
- Perämiehenkatu
- Telakkakatu

## Lieux et monuments
Parmi les monuments et lieux remarquables de la rue:
| N°    | Bâtiment                       | Image | Architecte                                                     | Const. |
| 1a    |                                |       | Armas Lindgren                                                 | 1914   |
| 1b    | Ambassade de Russie à Helsinki |       | E.S. Grebenshtshikov                                           | 1952   |
| 2     | Cathédrale Saint-Henri         |       | Ernst Bernhard Lohrmann                                        | 1860   |
| 5     | "Puistola"                     |       | Vilho Lekman                                                   | 1910   |
| 6     |                                |       | Runar Finnilä                                                  | 1932   |
| 7     |                                |       |                                                                | 1909   |
| 9     | "Schalin"                      |       | Usko Nyström                                                   | 1902   |
| 11    |                                |       | Lars Sonck, Matti Finell                                       | 1929   |
| 13    |                                |       | Lars Sonck                                                     | 1925   |
| 14    |                                |       |                                                                | 1925   |
| 15    |                                |       | Albert Nyberg                                                  | 1908   |
| 23    | Église Mikael Agricola         |       | Lars Sonck, Arvo Muroma, 1935                                  |        |
| 26    |                                |       | Mauritz Gripenberg                                             | 1903   |
| 30    | Hôpital d'Eira                 |       | Lars Sonck                                                     | 1905   |
| 27-29 | Mestaritalo                    |       | Waldemar Aspelin, Robert Tikkanen, Emil Fabritius, Valter Jung |        |
| 32    | Ambassade d'Italie             |       | Gustaf Estlander                                               | 1912   |

## Transports
La rue est empruntée par la ligne de tramway 3 (Olympiaterminaali–Eira–Kallio–Töölö) et la ligne de bus 17.
La partie occidentale de la rue est parcourue par le tramway 1 (Eira–Töölö–Sörnäinen–Käpylä) et la ligne de bus 14.

## Histoire
Le nom finnois : Tehtaankatu et suédois : Fabriksgatan signifiant "rue de l'usine" a été donné en 1887.
À sa création, la partie orientale de la rue est nommée "Rue St Paul" suédois : Paavalinkatu (suédois : Paulusgatan).
Le nom vient de la statue de  Paul de Tarse apparaissant sur la façade Cathédrale Saint-Henri.
De façon similaire la statue de Saint-Pierre apparaissant sur la façade Cathédrale Saint-Henri a donné son nom à la rue voisine Pietarinkatu.
En 1887, selon le nouveau plan de ville, la rue est prolongée vers l'ouest jusqu'à Telakkakatu. On la renomme alors "Tehtaankatu" car on projette alors de créer une grande zone industrielle dans l'actuel Eira.
Le projet sera abandonné mais le nom de la rue sera conservé,.
Un seul bâtiment industriel sera construit par Fazer, cet édifice appelé aujourd'hui Mestaritalo est toujours en place.
À l'époque de la guerre froide et jusqu'aux années 1990, le terme "Tehtaankatu" a une connotation politique, qui souligne l'influence de l'union soviétique dans la politique finlandaise.
Aller à "Tehtaankatu" signifie alors se rendre à l'ambassade de l'union soviétique (fi), qui est située au 1 rue Tehtaankatu, à proximité de Kaivopuisto.

## Galerie

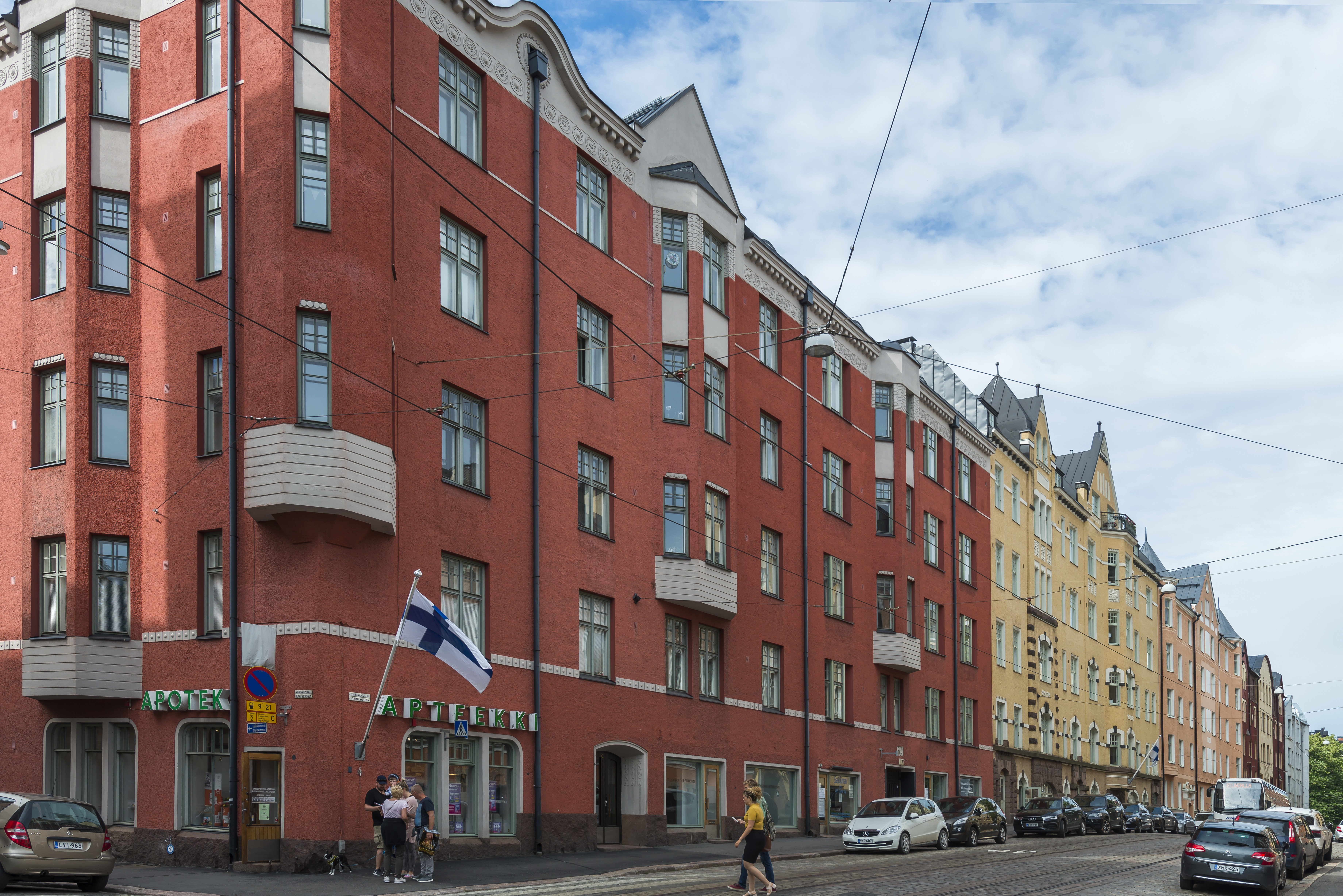
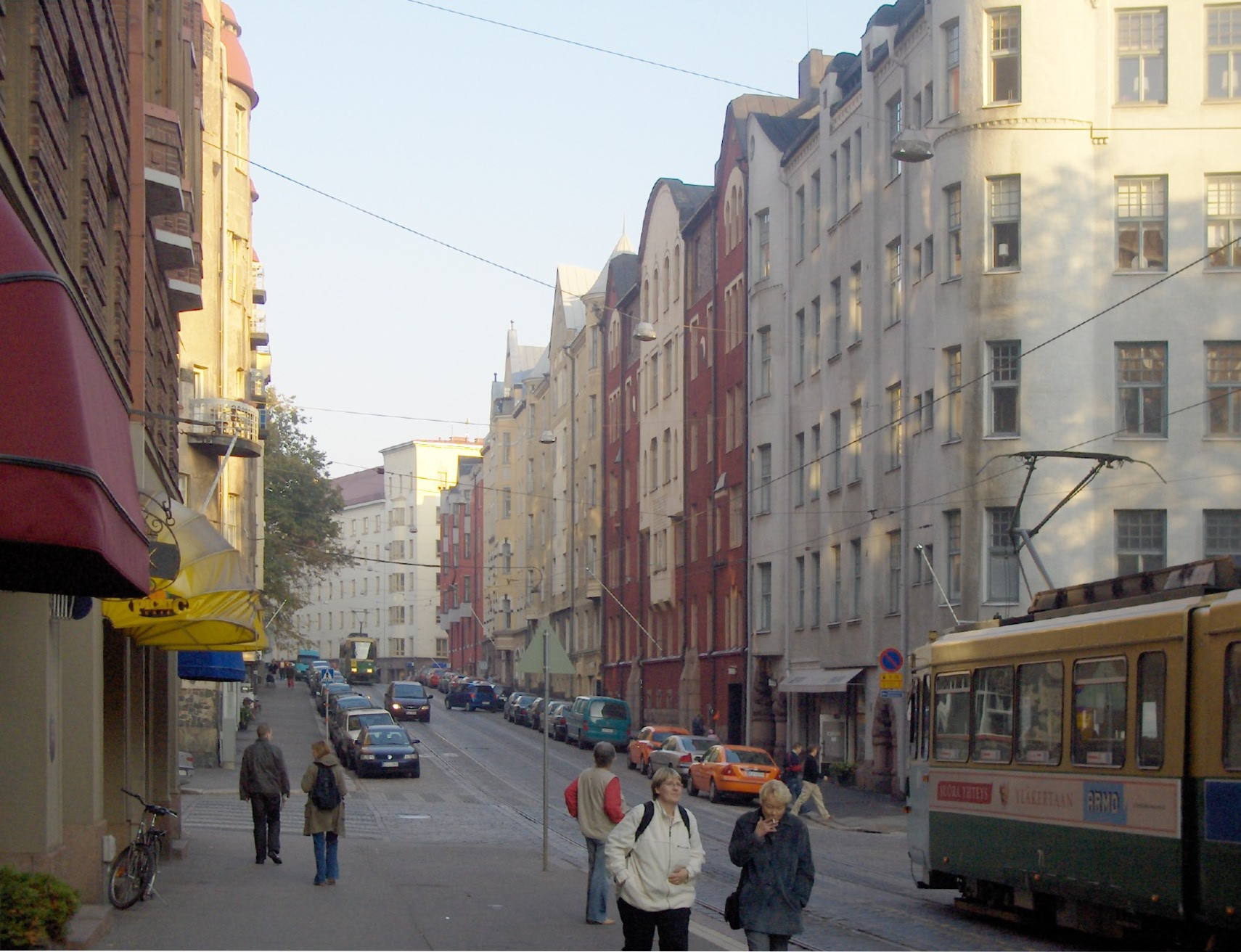
Tehtaankatu du côté d'Eira
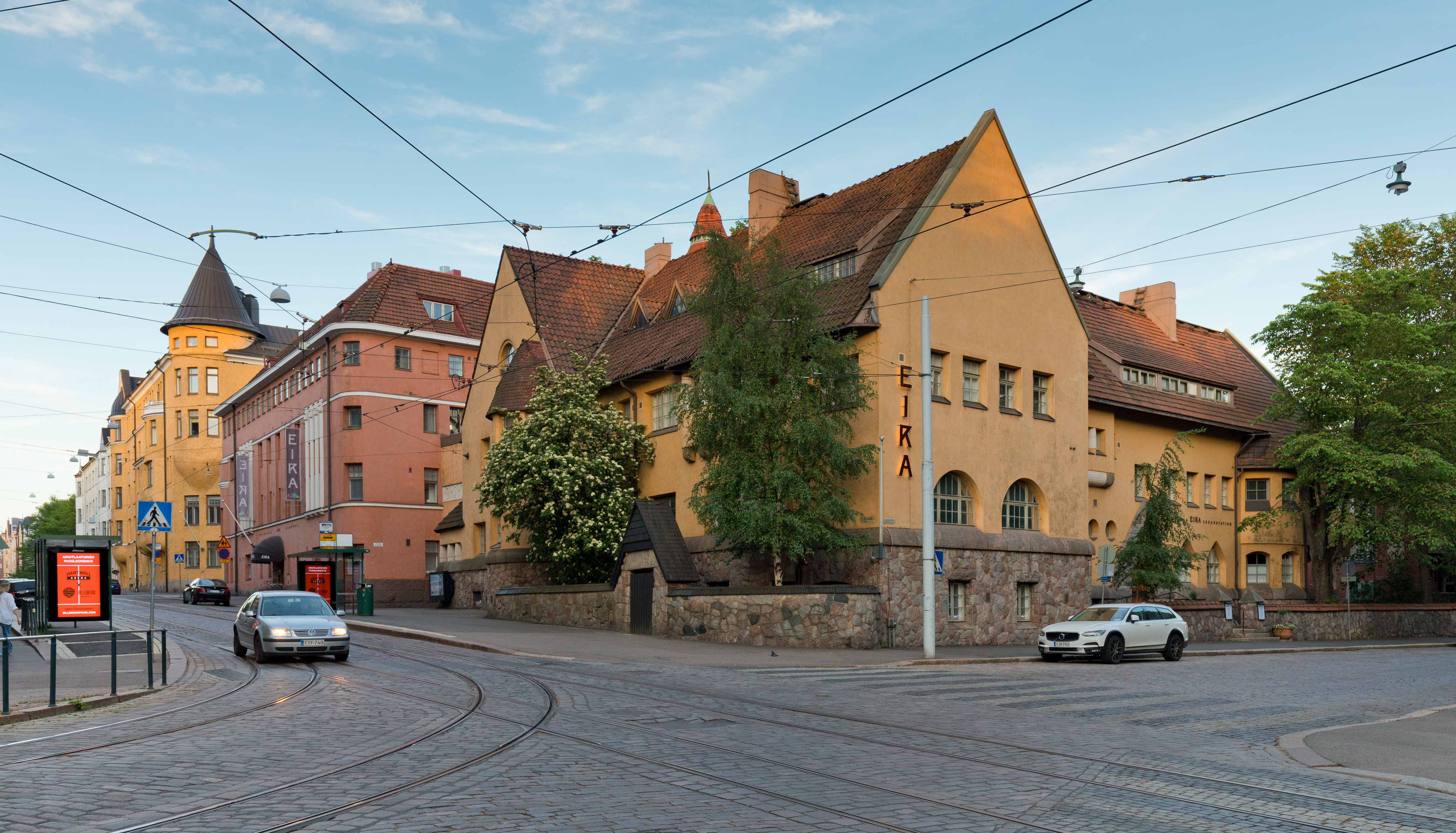
Hôpital d'Eira

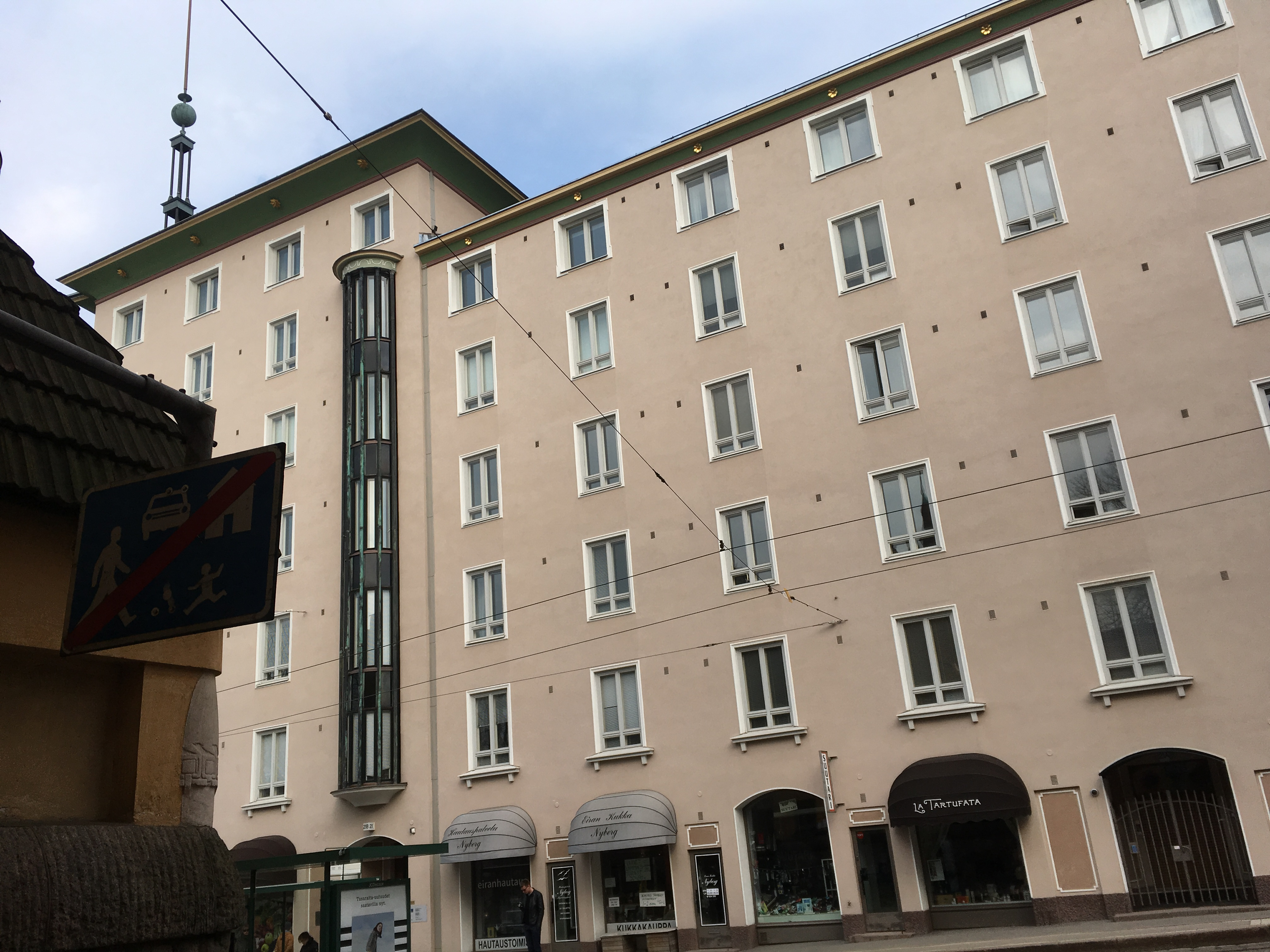
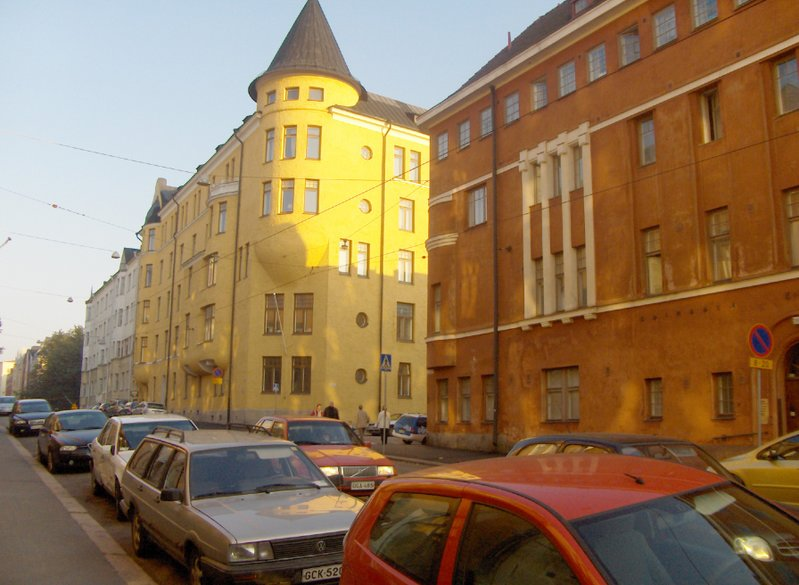
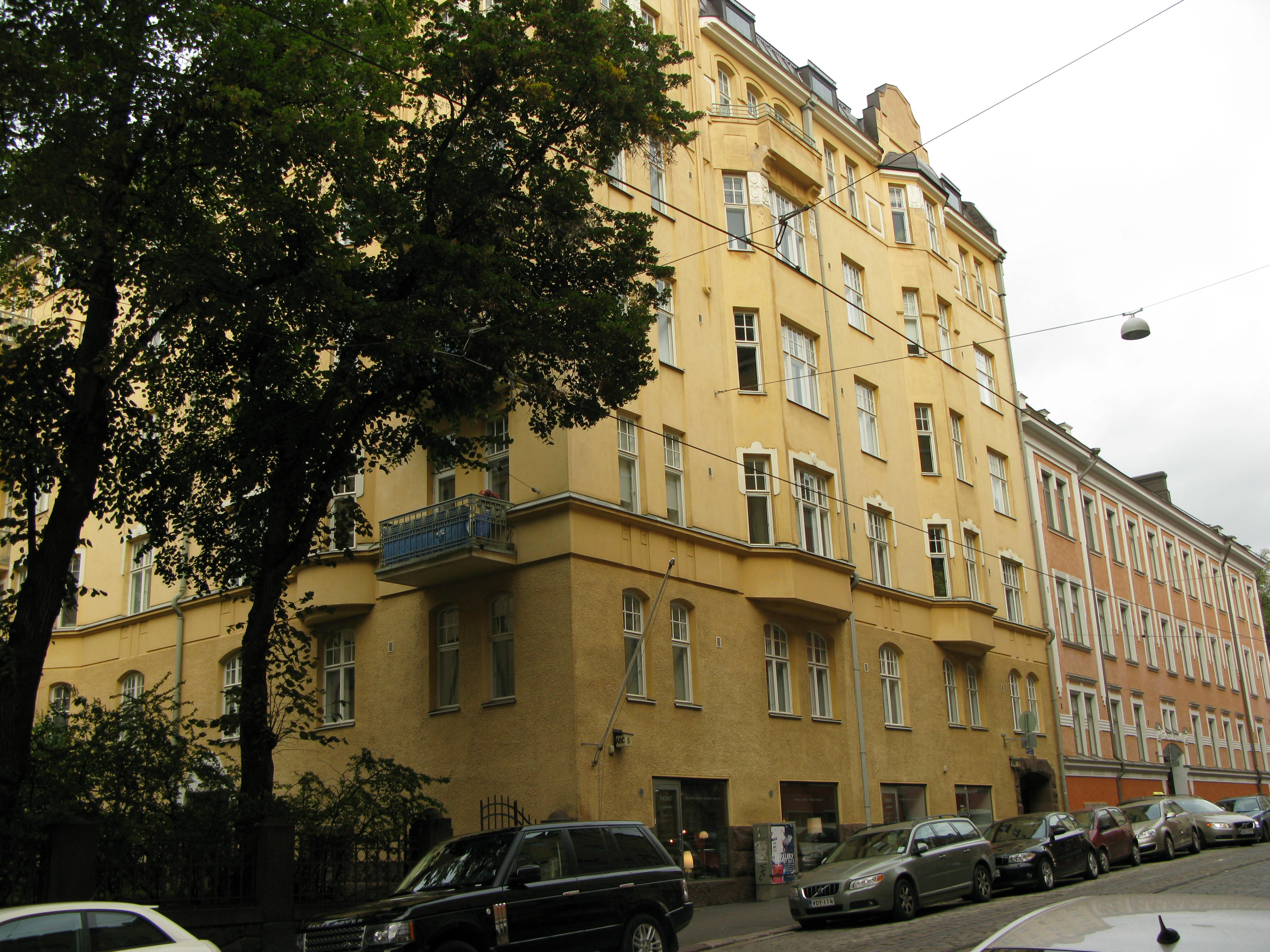
Tehtaankatu 5.
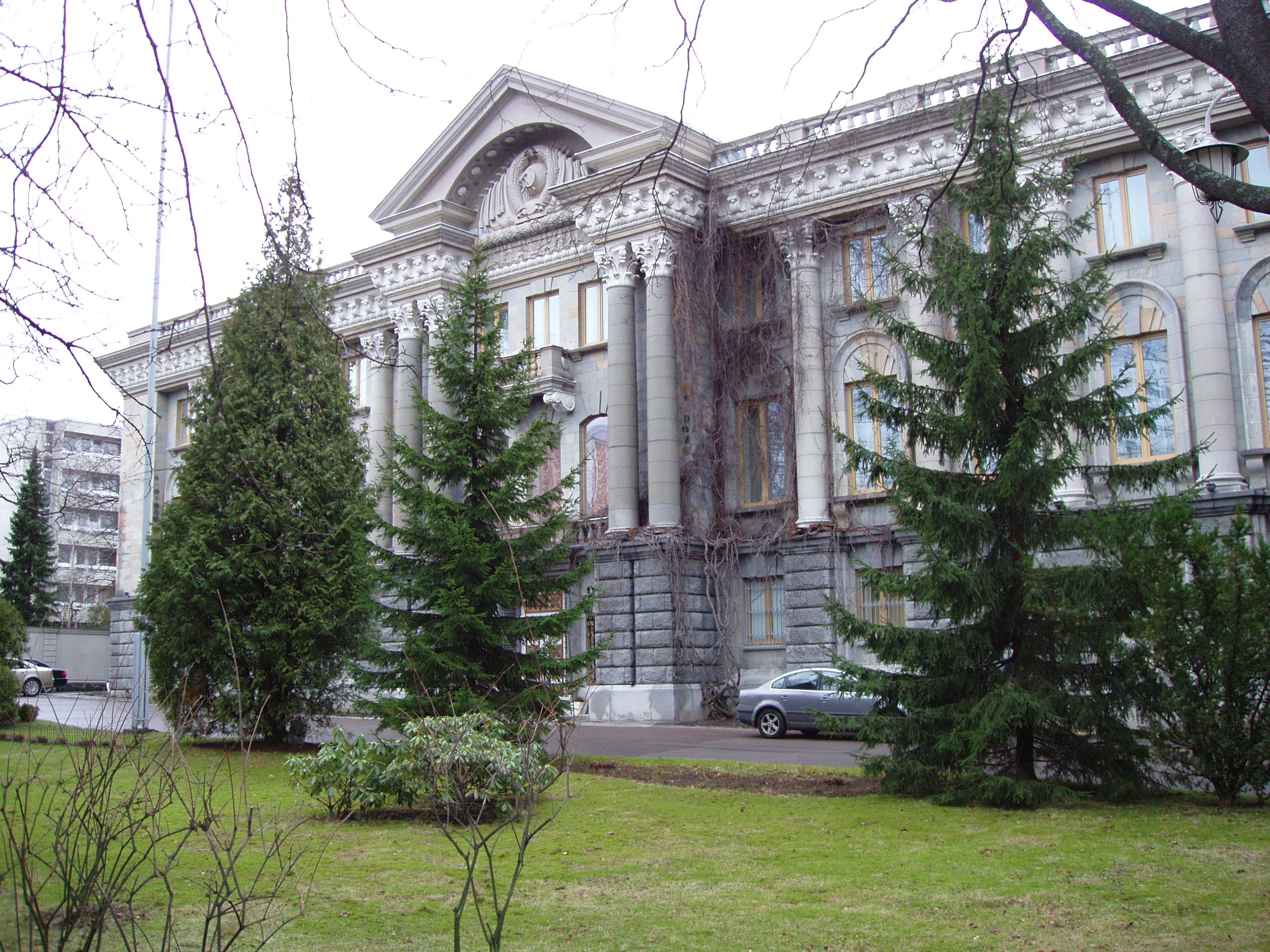
Ambassade de Russie à Helsinki